# أدريان داباس
أدريان داباس (بالفرنسية: Adrian Dabasse)‏ (27 يوليو 1993 بتولوز في فرنسا - ) هو لاعب كرة قدم فرنسي في مركز الهجوم. لعب مع نادي نيور.

## وصلات خارجية
- أدريان داباس على موقع رابطة كرة القدم الفرنسية للمحترفين (الإنجليزية)
- أدريان داباس على موقع قاعدة بيانات كرة القدم.إي يو (الإنجليزية)
- أدريان داباس على موقع Soccerway.com (الإنجليزية)
- أدريان داباس على موقع AS.com (الإسبانية)